# Santo Aleixo da Restauração
Santo Aleixo da Restauração fou una antiga freguesia portuguesa del municipi de Moura, districte de Beja.